# (500294) 2012 QF2
(500294) 2012 QF2 es un asteroide que forma parte del cinturón interior de asteroides, descubierto el 16 de agosto de 2012 por el equipo del Pan-STARRS desde el Observatorio de Haleakala, Hawái, Estados Unidos.

## Designación y nombre
Designado provisionalmente como 2012 QF2.

## Características orbitales
2012 QF2 está situado a una distancia media del Sol de 1,881 ua, pudiendo alejarse hasta 1,944 ua y acercarse hasta 1,818 ua. Su excentricidad es 0,033 y la inclinación orbital 21,53 grados. Emplea 942,851 días en completar una órbita alrededor del Sol.

## Características físicas
La magnitud absoluta de 2012 QF2 es 17,9.